# Остара (богиня)
Остара, або Еостра (давн-англ. Ēastre, давн.в-нім. *Ôstara) — згідно з реконструкціями міфологів, давньогерманське божество, ймовірно пов'язане з приходом весни та пробудженням природи. Ім'я Еостри (Остари), у рамках цієї концепції, носив місяць квітень у давньоанглійській та давньонімецькій традиції (давн-англ. Easter-mōnaþ, давн.в-нім. Ōstar-mānod). Ряд дослідників зводить її до загальноєвропейської богині світанку.
Першим висловив припущення про існування цієї богині нортумбрійський чернець Біда Високоповажний. Таким чином він спекулятивно намагався пояснити англійську назву Великодня (англ. Easter) (і відповідного місяця), що разюче відрізняється від назв цього свята в європейських мовах.
У Німеччину назва Великодня (нім. Ostern) було принесено разом із християнством англосаксонськими місіонерами, такими як святий Боніфацій .
Лише в 1835 році міфолог Якоб Грімм припустив кревність цих назв, але вирішив цю проблему не на користь запозичення, а припустив існування давньонімецької язичницької богині з індоєвропейським корінням — в рамках національно-романтичного конструювання міфології.

## Етимологія

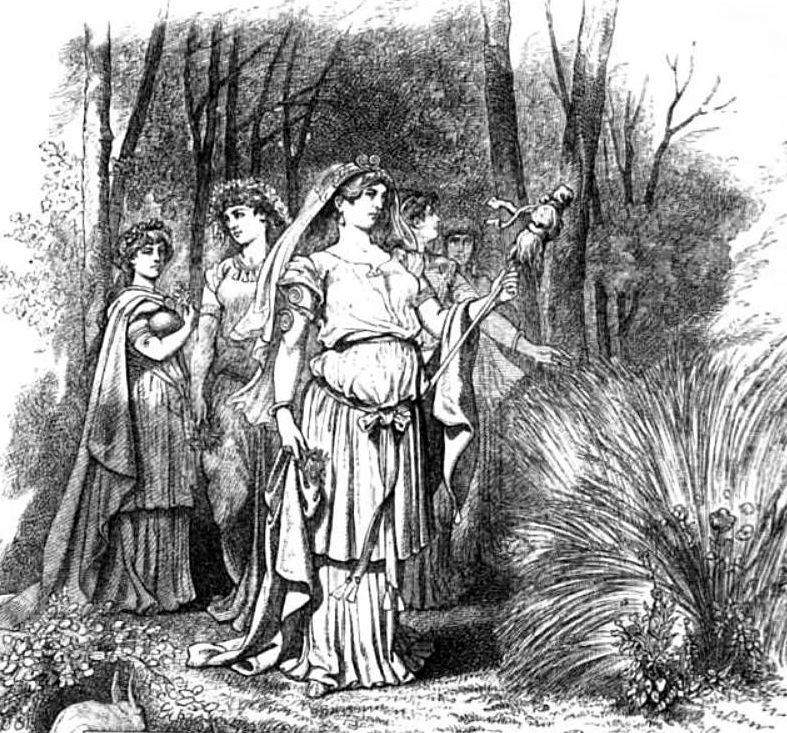
Богиня Остара, рис., 1882

Із часів Якоба Грімма ім'я Еостри (Остари) традиційно пов'язується з прагерманським *austrōn «світанок», що сягає загальноіндоєвропейського кореня *h₂wes- «сяяти, блищати». Похідне від цієї основи ім'я (реконструйоване як *h₂ewsṓs, у спрощеному записі *Ausōs) носила, мабуть, одна з головних богинь праїндоєвропейського пантеону — богиня світанку.
До цього образу сходять грецька Еос (Ἕως, Ἠώς), римська Аврора (Aurora), латиська Аустра (Austra), литовська Аушріне (Aušrinė), ведійська Ушас (उषस्; uṣas). З цієї ж основи утворилося загальнонімецьке слово, що означає «схід» (англ. East, нім. Ost, нід. Oost, швед. Öster ; ср.-лат. auster).

## Згадки
Єдина в середньовічних джерелах згадка про Еостру виявляється у творі Біди Високоповажного «Про рахунок часів» (De temporum ratione), де він пише:
Еостур-монат (Eosturmonath), [назва якого] сьогодні означає «великодній місяць», раніше називався так на ім'я їх [англосаксів] богині Еостри (Eostre), на чию честь цього місяця влаштовувалося свято.
Нині вони звуть її ім'ям пасхальний час (Paschale tempus), даруючи радостям нового свята стару, звичну назву.
Оригінальний текст (лат.)
Eostur-monath, qui nunc Paschalis mensis interpretatur, quondam a Dea illorum quæ Eostre vocabatur, et cui in illo festa celebrabant nomen habuit: a cujus nomine nunc Paschale tempus cognominant, consueto antiquæ observationis vocabulo gaudia novæ solemnitatis vocantes.

Пізніше багато вчених сумнівалися в існуванні такої богині в англосаксонському пантеоні, стверджуючи, що в жодному іншому джерелі згадок про культ Еостри не зустрічається. Полемізуючи з ними, Якоб Грімм писав у «Німецькій міфології»:
Ми, німці, і до цього дня називаємо квітень ostermonat; ôstarmânoth зустрічається ще у Ейнхарда. Велике християнське свято, яке зазвичай святкується у квітні чи наприкінці березня, називається у найстаріших давньоверхньонімецьких текстах ôstarâ. Мабуть, в язичницької релігії ім'я «Остра», як і англосаксонське «Еостра», належало великому божеству, шанування якого було настільки, що християнські проповідники змирилися з цим ім'ям і назвали їм одне зі своїх головних урочистостей. У всіх сусідніх народів це свято носить ім'я, похідне від грецького pascha; навіть Ульфіла пише paska, не áustrô, хоча він міг знати це слово.
Грімм вважав такі великодні звичаї, як фарбовування яєць, розпалювання багать, спеціальні святкові ігри та танці рудиментами стародавнього язичницького культу Остари. Порівнюючи ім'я Остари з давньоверхньонімецькою говіркою ôstar, що «виражала рух до сонця, що сходить», він робить висновок, що Остара була богинею «сяючої зорі, висхідного сонця» . Сучасні дослідження щодо порівняльної міфології та лінгвістики загалом підтверджують це припущення.
У 1859 році угорський археолог Георг Цапперт заявив, що виявив рукописний запис колискової пісні давньоверхньонімецькою мовою, в якій згадувалася Остара. Одна з рядків пісні гласила: «Остара принесе малюку / меду та солодких яєць». Цапперт датував запис IX чи X століттям. Сьогодні більшість вчених вважають цю знахідку підробкою.
З ім'ям Еостри пов'язують назви деяких британських населених пунктів, таких як Істрі (Eastry) у Кенті, Істрі (Eastrea) у Кембриджширі та Істрінгтон в Іст-Райдінг-оф-Йоркшир .
У 1958 році в Німеччині було виявлено близько 150 вотивних табличок рубежу І-ІІ ст. н. е., присвячених богиням, названим matronae Austriahenae. Багато дослідників пов'язують їх із Еострою .

## Остара та великодні звичаї
Як уже йшлося вище, ще в XIX столітті багато вчених намагалися пов'язати народні великодні звичаї з дохристиянськими традиціями вшанування Остари. Часто стверджується, що звичай фарбувати яйця на Великдень має язичницьке походження і пов'язаний з культом Остари, але є свідчення, що ця традиція з'явилася у християн ще в Месопотамії . 
Із Еострою пов'язується і образ великоднього зайця. Етнограф Чарльз Дж. Більсон виділив у північноєвропейській традиції цілу низку весняних звичаїв та обрядів, у яких фігурував заєць. «Чи була у британців богиня Еостра чи ні, — пише він, — і яку саме роль грав заєць в її культі —  але є надійні підстави припускати, що наділення цієї тварини сакральними властивостями йде в глибину століть і, ймовірно, воно було якось пов'язане з великими весняними святами. Деякі стверджують, що зайці, ймовірно, були священними тваринами Еостри, подібно до того, як кішки були тваринами Фреї .

## Остара в неоязичництві та популярній культурі
Остара чи Еостра шанується у багатьох неоязичницьких громадах. Її свято зазвичай відзначають на весняне рівнодення, часто використовуючи при цьому традиційну символіку. Іноді її ототожнюють з Ідунн, скандинавською богинею вічної молодості .
Ім'ям Остари названо астероїд (343) Остара.
На честь Остари були названі британська неофолк-група Ostara, альбоми Eostre Zoviet*france (1984) та Ostara The Wishing Tree (2009).
Пісні з назвою «Ostara» мають нідерландський гурт Heidevolk, білоруський гурт Forodwaith і чеський гурт Deloraine.
Назва «Ostara» носив німецький націоналістичний журнал початку XX століття, заснований Йоргом Ланцем фон Лібенфельсом.
У заключній восьмій серії першого сезону телесеріалу «Американські боги», заснованого на однойменному романі Ніла Геймана, Остара представлена у особі Крістін Ченовет. У цій серії Один (Ієн МакШейн) і Тінь, головні герої серіалу, відвідують на Великдень Стару Богиню весни та воскресіння, Остару, яка успішно адаптувалася до нової ери, використовуючи християнське святкування воскресіння Христа, і створивши союз з Богинею мас-медіа (Джилліан Андерсон). Один змушує її визнати, що ті, хто святкує Великдень, поклоняються Ісусу, а не їй, змушуючи її приєднатися до його повстання проти Нових Богів.